# Castell de Fulleda
El Castell de Fulleda és una obra del municipi de Fulleda (Garrigues) inclosa en l'Inventari del Patrimoni Arquitectònic de Catalunya.

## Descripció
Al turó que presideix el poble de Fulleda, on actualment hi ha els dipòsits d'aigua, es conserven alguns vestigis del seu castell. Al vessant sud del turó hi ha restes d'un mur d'uns sis metres d'alçada, lleugerament en talús, amb aparell de grans carreus irregulars sobretot els de la base que són ciclopis. Al vessant est hi ha restes d'una bestorre de 4 x 10 x 3m.; al costat nord sembla que hi hauria un fossat. De bona part dels murs que es conserven han desaparegut els carreus i només queda el morter. Per la topografia hi ha indicis de l'existència d'un possible fossat a la banda nord que separaria la fortalesa de la resta de l'altiplà, però és difícil de provar-ho.

## Història
El 1157 es documenta el compromís de construir a Fulleda una fortalesa amb quatre bestorres de pedra i calç; el 1167 es torna a documentar el compromís de construir una fortalesa però aquesta vegada amb un casal o residència i una torre de pedra i calç. Les restes que es conserven semblen, però, posteriors a aquesta època.
Les guerres carlines van destruir al segle xix part de la torre del castell. Cal dir, però, que encara es conservava bona part i ha estat al s. XX quan s'han destruït les restes de l'estructura fortificada, molt possiblement quan es feren els dipòsits.